# Иоганн VII (граф Нассау-Зигена)
Иоганн VII Нассау-Зигенский (нем. Johann VII. zu Nassau-Siegen; 7 июня 1561, Дилленбург — 27 сентября 1623, Зиген) — граф Нассау-Зигенский в 1609—1623 годах.

## Биография
Иоганн был вторым ребёнком в семье графа Нассау-Дилленбургского Иоганна VI и его первой жены Елизаветы Лихтенбергской. Его старшим братом был Вильгельм Людвиг Нассау-Дилленбургский. После Иоганна в семье появилось ещё десять детей. Мать умерла при родах в 1579 году. Из-за последующих браков отца у Иоганна было ещё девять братьев и сестёр. В 1607 году он унаследовал от отца графство Нассау-Зиген.

## Семья
В первый брак Иоганн вступил в 20-летнем возрасте с 23-летней Магдаленой Вальдекской. Свадьба состоялась в Дилленбургском замке 9 декабря 1581 года. Супруги провели вместе семнадцать лет и имели двенадцать детей:
- Иоганн Эрнст (1582—1617) — граф Нассау-Зигенский, венецианский генерал.
- Иоганн VIII (1583—1638) — граф Нассау-Зигенский, был женат на Эрнестине Иоланде де Линь, имел сына и двух дочерей.
- Елизавета (1584—1661) — замужем за графом Кристианом Вальдек-Виндунгенским, имела многочисленных потомков.
- Адольф (1586—1608) — граф Нассау-Зигенский, умер в 22 года.
- Юлиана (1587—1643) — замужем за ландграфом Гессен-Кассельским Морицем, имела 14 детей.
- Анна Мария (1589—1620) — замужем за графом Иоганном Адольфом Фалькенштайн-Лимбургом, имела единственного сына.
- Иоганн Альбрехт (1590—1593) — умер в раннем возрасте.
- Вильгельм (1592—1642) — граф Нассау-Зигенский, женат на Кристине Эрбахской, имел семерых детей.
- Анна Иоганна (1594—1636) — замужем за графом Йоханом Вольфертом ван Бредероде, имела сына и трёх дочерей.
- Фридрих Людвиг (1595—1600) — умер в раннем возрасте.
- Магдалена (1596—1661) — была дважды замужем.
- Иоганн Фридрих (1597) — умер в раннем возрасте.

Магдалена умерла в августе 1599 года. Через четыре года Иоганн вступил в следующий брак.
27 августа 1603 года он обвенчался с Маргаритой Шлезвиг-Гольштейн-Зондербургской, дочерью герцога Иоганна II Шлезвиг-Гольштейн-Зондербургского и Елизаветы Брауншвейг-Грубенгагенской. В браке у них родилось тринадцать детей:
- Иоганн Мориц (1604—1679) — граф Нассау-Зигенский, голландский фельдмаршал.
- Георг Фридрих (1606—1674) — князь Нассау-Зигенский, был женат на Мауриции Португальской.
- Вильгельм Отто (1607—1641) — военный на голландской службе.
- Луиза Кристина (1608—1685) — замужем за маркизом Филиппом Франсуа Воттвилем, имела единственного сына.
- София Маргарита (1610—1665) — замужем за графом Георгом Эрнстом Лимбургским.
- Генрих II (1611—1652) — граф Нассау-Зигенский (1623—1652), женат на Елизавете Лимбургской, имел двух сыновей и двух дочерей.
- Мария Юлиана (1612—1665) — замужем за герцогом Саксен-Лауэнбургским Францем Генрихом.
- Амалия (1613—1669) — замужем за Германом Врангелем, а после его смерти — за Кристианом Августом Зульцбахским, имела семерых детей от первого брака и пятерых от второго.
- Бернхард (1614—1617) — умер в раннем возрасте.
- Кристиан (1616—1644)
- Екатерина (1617—1645)
- Иоганн Эрнст II (1618—1639)
- Елизавета Юлиана (1620—1665) — замужем за графом Бернгардом Сайн-Виттгенштейнским.